# MÁV řada TIVc
Řada TIVc MÁV je čtyřspřežní parní ozubnicová lokomotiva Maďarských státních drah (MÁV).

## Vznik a vývoj
V letech 1906 - 1907 dodala lokomotivka ve Floridsdorfu maďarským státním drahám (MÁV) sedm ozubnicových tendrových lokomotiv pro jejich ozubnicovou dráhu Caransebeș–Subcetate (Hunedoara). (V současnosti se tato trať nachází v rumunském vnitrozemí.)
Konstrukce lokomotivy vychází z řady TIVb MÁV, resp. 169 kkStB. Hlavní odlišnost je v uspořádání pojezdu. Čtyřspřežní lokomotivy systému Abt jsou vpředu i vzadu opatřeny Adamsovým běhounem, což přispělo k lepšímu rozložení hmotnosti ve srovnání s předchozími typy. Ozubnicový parní stroj má ozubené soukolí zavěšeno mezi 1. a 2. spřaženou nápravu. Ojnice zabírají do čepů zadních ozubených kol.
Mimo ozubnici je maximální rychlost lokomotivy 40 km/h, na ozubnici 12 km/h. Na ozubnicové trati uveze zátěž 120 t.
Po roce 1918 připadla celá trať i s lokomotivami Rumunsku. Rumunské státní dráhy (CFR) dlouho ponechaly lokomotivám původní označení. Lokomotivy dojezdily v pravidelném provozu v roce 1978. Do dnešní doby se zachovalo šest strojů této řady, sešrotovaná byla pouze 40.002

## Zachované stroje
- 40.001 depo Petroșani[1]
- 40.003 – vrak, zdroj náhradních dílů v Tisovci
- 40.004 – železniční muzeum v Sibiu[2]
- 40.005 – vrak, Subcetate[3]
- 4296 – provozuschopná od r. 2014, Tisovec[4]
- 40.007 – pomník, depo Dej